# Ryan Bayley
Pour les articles homonymes, voir Bayley.
Cet article possède un paronyme, voir Ryan Bailey.
Ryan Bayley (né le 9 mars 1982 à Perth) est un coureur cycliste sur piste australien.

## Biographie
Ryan Bayley fait ses débuts au cyclisme en compétition à l'âge de 15 ans.
Il est membre de l'Albany Cycling Club et est employé par l'Institut australien du sport (Australian Institute of Sport). Il a notamment remporté deux médailles d'or aux Jeux olympiques d'Athènes en 2004 dans les épreuves du keirin et de la vitesse individuelle.
Ces performances lui ont valu d'être élu cycliste australien de l'année 2004, et d'être décoré de la Médaille de l'Ordre d'Australie (Medal of the Order of Australia, OAM) en 2005.

## Palmarès

### Jeux olympiques
- Athènes 2004
  -  Champion olympique de la vitesse individuelle
  -  Champion olympique du keirin
  - 4e de la vitesse par équipes

- Pékin 2008
  - 8e du keirin
  - 11e de la vitesse individuelle

### Championnats du monde
- Anvers 2001
  -  Champion du monde du keirin
  -  Médaillé d'argent de la vitesse par équipes (avec Sean Eadie, Jobie Dajka)
- Ballerup 2002
  -  Médaillé d'argent de la vitesse par équipes (avec Sean Eadie, Jobie Dajka)
  - 10e de la vitesse individuelle
- Stuttgart 2003
  - 9e du keirin
- Melbourne 2004
  -  Médaillé de bronze de la vitesse individuelle
  -  Médaillé de bronze de la vitesse par équipes (avec Shane Perkins et Shane Kelly)
  - 4e du keirin
- Bordeaux 2006
  -  Médaillé de bronze de la vitesse par équipes (avec Shane Perkins et Shane Kelly)
- Palma de Majorque 2007
  - 9e du keirin
- Manchester 2008
  - 9e du keirin

### Jeux du Commonwealth
- Manchester 2002
  -  Médaillé d'or de la vitesse individuelle
  -  Médaillé d'or de la vitesse par équipes (avec Sean Eadie, Jobie Dajka)
- Melbourne 2006
  -  Médaillé d'or du keirin
  -  Médaillé d'or de la vitesse individuelle
  -  Médaillé de bronze de la vitesse par équipes (avec Shane Perkins et Shane Kelly)

### Championnats d'Océanie
| Édition / Épreuve | Keirin | Vitesse individuelle | Vitesse par équipes                     |
| 2003              |        | Or                   |                                         |
| 2004-1            | Argent | Or                   | Or (avec Shane Kelly et Paul Bayly)     |
| 2004-2            | Argent |                      |                                         |
| 2005              | Or     | Or                   |                                         |
| 2007              | Argent | Or                   | Or (avec Shane Perkins et Daniel Ellis) |

## Distinctions
- Athlète de l'année aux Australian Institute of Sport Awards  en 2004
- Sir Hubert Opperman Trophy - cycliste australien de l'année en 2004[1]
- Cycliste sur piste australien de l'année en 2001 et 2004[2]
- Cycliste sur piste junior australien de l'année en 2000[2]
- Temple de la renommée du cyclisme en Australie en 2015